# Young Deenay
Fatima Napo alias Young Deenay (* 14. Januar 1979 in Bandiagara, Mali) ist eine ehemalige deutsche Rapperin.

## Leben
Fatima Napo besuchte das Graf-Gottfried-Gymnasium (heute Franz-Stock-Gymnasium) in Arnsberg. Sie studierte Psychologie an der Johann-Wolfgang-Goethe-Universität Frankfurt am Main und ist als Diplom-Psychologin unter anderem in Berlin tätig.
Ihr größter Erfolg als Rapperin war die Single Walk on By (1997), die sich 14 Wochen in den Charts hielt und dort bis auf Platz fünf kletterte. Auf ihrer Single Wannabe Your Lover (1998) verhalf sie ihrem damaligen Background-Sänger Sasha zu seiner Karriere. Bei Sashas erstem Hit I’m Still Waitin’ waren die Rollen bereits getauscht, Young Deenay unterstützte den Song nur noch durch kurze Einlagen. Anschließend sang sie in der Band Amma La Dogon.
Im Juni 2008 veröffentlichte sie im Verlag Dr. Müller ihr erstes Buch Eine afrikanische Perspektive der Psychologie, in dem sie wissenschaftshistorisch darlegt, warum eine westliche Psychologie ungeeignet ist, das Erleben und Verhalten von Menschen afrikanischer Herkunft zu verstehen und zu erklären.

## Diskografie

### Studioalben
| Jahr | Titel | Höchstplatzierung, Gesamtwochen, AuszeichnungChartplatzierungen (Jahr, Titel, Platzierungen, Wochen, Auszeichnungen, Anmerkungen) | Höchstplatzierung, Gesamtwochen, AuszeichnungChartplatzierungen (Jahr, Titel, Platzierungen, Wochen, Auszeichnungen, Anmerkungen) | Höchstplatzierung, Gesamtwochen, AuszeichnungChartplatzierungen (Jahr, Titel, Platzierungen, Wochen, Auszeichnungen, Anmerkungen) | Anmerkungen                |
| Jahr | Titel | DE | AT | CH | Anmerkungen                |
| ---- | ----- | --- | --- | --- | -------------------------- |
| 1998 | Birth | DE40 (5 Wo.)DE | AT49 (2 Wo.)AT | CH37 (3 Wo.)CH | Erstveröffentlichung: 1998 |

### Singles
| Jahr | Titel Album                     | Höchstplatzierung, Gesamtwochen, AuszeichnungChartplatzierungen (Jahr, Titel, Album, Platzierungen, Wochen, Auszeichnungen, Anmerkungen) | Höchstplatzierung, Gesamtwochen, AuszeichnungChartplatzierungen (Jahr, Titel, Album, Platzierungen, Wochen, Auszeichnungen, Anmerkungen) | Höchstplatzierung, Gesamtwochen, AuszeichnungChartplatzierungen (Jahr, Titel, Album, Platzierungen, Wochen, Auszeichnungen, Anmerkungen) | Anmerkungen                                                  |
| Jahr | Titel Album                     | DE | AT | CH | Anmerkungen                                                  |
| ---- | ------------------------------- | --- | --- | --- | ------------------------------------------------------------ |
| 1997 | Walk on By Birth                | DE5 Gold · (26 Wo.)DE | AT5 (14 Wo.)AT | CH9 (14 Wo.)CH | Erstveröffentlichung: 8. September 1997                      |
| 1998 | Wannabe Your Lover Birth        | DE7 (13 Wo.)DE | AT12 (12 Wo.)AT | CH11 (11 Wo.)CH | Erstveröffentlichung: 20. April 1998 mit Sasha               |
| 1998 | I’m Still Waitin’ Dedicated to… | DE14 (18 Wo.)DE | AT16 (12 Wo.)AT | CH18 (12 Wo.)CH | Erstveröffentlichung: 22. Juni 1998 Sasha feat. Young Deenay |
| 1998 | I Want 2 Be Your Man Birth      | DE71 (5 Wo.)DE | — | — | Erstveröffentlichung: 1998 feat. Steve Redman                |

Weitere Singles
- 1999: You and Me (Stay Alive)

## Bücher
- Eine afrikanische Perspektive der Psychologie. VDM, Saarbrücken 2013, ISBN 978-3-639-01673-4.